# 2011年12月日本

## 12月20日
日本政府決定將引進由美國主導、國際共同研發的最新型匿蹤戰機F-35，成為日本下一代主力戰機。自由電子報

## 12月27日
日本政府宣布放寬自一九七六年起實施迄今的「武器出口三原則」。這項武器禁運政策鬆綁後，日本將可參與歐美各國的武器聯合研發與生產，並在人道目的下對外提供軍事裝備。預料，此舉將可降低日本防衛裝備的採購成本，並為軍事工業開拓新的商機。今後日本仍不將武器出售給共產國家、聯合國制裁國，及捲入國際爭端的國家。自由電子報

## 12月31日
受三月大地震與海嘯災難、製造業外移、出口減少、進口增加等因素影響，日本二○一一年度出現自一九八○年以來首見的貿易赤字。自由電子報